# Gouy-Servins
Gouy-Servins is een gemeente in het Franse departement Pas-de-Calais (regio Hauts-de-France) en telt 297 inwoners (1999). De plaats maakt deel uit van het arrondissement Lens.

## Geografie
De oppervlakte van Gouy-Servins bedraagt 3,3 km², de bevolkingsdichtheid is 90,0 inwoners per km².
De onderstaande kaart toont de ligging van Gouy-Servins met de belangrijkste infrastructuur en aangrenzende gemeenten.

## Demografie
Onderstaande figuur toont het verloop van het inwonertal (bron: INSEE-tellingen).
1. ↑  Populations de référence 2022.